# مانور هایملیش
مانور هایملیش (به آلمانی: Heimlich-Manöver) یا کشش شکمی یکی از مهمترین اقدامات حیاتی در فوریت‌های پزشکی است. این اقدام درمانی که برای جلوگیری از خفگی ناشی از ورود جسم خارجی به مجاری تنفسی انجام می‌شود می‌تواند از مرگ بسیاری از افراد مبتلا جلوگیری نماید. ابداع این حرکت را اغلب به هنری هایملیش، پزشک آمریکایی نسبت می‌دهد.

## تاریخچه
پرش غذا یا هر جسم خارجی به مجاری هوایی می‌تواند با بستن این مجاری باعث خفگی شخص گردد. سالانه هزاران نفر جان خود را در اثر خفگی از دست می دهند. این مشکل به ویژه میان خردسالان و بزرگسالان بالای 74 سال بسیار رایج است. تا سال ۱۹۷۴ میلادی روش متداول خارج کردن جسم خارجی، وارد کردن ضربه‌های محکم به پشت فرد مبتلا بود تا به کمک ضربه، رفلکس سرفه در ریه ایجاد شده و جسم تنفس شده خارج گردد. در سال ۱۹۷۴ دکتر هنری هایملیش (متولد ۱۹۲۰) روش ابداعی خود را در مجله طب اورژانس در آمریکا چاپ نمود. روش هایملیش بسرعت گسترش جهانی یافت و در مجلات علمی دیگر چاپ گردید و روش متداول نجات جان اشخاصی گردید که دچار خفگی ناشی از ورود جسم خارجی به مجاری تنفسی هستند.

## روش
روش انجام کشش شکمی هایملیش:
- کمک کننده در پشت سر بیمار قرار می‌گیرد و دست و بازو را دور کمر بیمار قفل می‌کند.
- یک دست را مشت کرده و با دست دیگر ناحیه انگشت شست دست مشت شده را در زیر جناغ سینه و بالای ناف بیمار قرار می‌دهد.
- کشش شکمی از پایین به بالا بشدت انجام می‌دهد مانند اینکه بیمار را بلند می‌کند.
- این حرکت را تکرار می‌کند تا جسم خارجی با فشار هوای داخل ریه بخارج پرتاب شود.[۲][۳][۴][۵][۶]